# Markus Trunk
Markus Trunk (* 1961) ist ein deutscher Klassischer Archäologe.
Markus Trunk studierte von 1980 bis 1989 an der Universität Münster Klassische Archäologie, Alte Geschichte sowie Ur- und Frühgeschichte und wurde dort mit einer Arbeit zum Thema Römische Tempel in den Rhein- und westlichen Donauprovinzen. Ein Beitrag zur architekturgeschichtlichen Einordnung römischer Sakralbauten in Augst promoviert. Für diese Arbeit erhielt er 1990/1991 das Reisestipendium des Deutschen Archäologischen Instituts, mit dessen Hilfe er den Mittelmeerraum bereisen konnte. 1990 bis 1996 war er wissenschaftlicher Mitarbeiter an der Universität Münster, von 1996 bis 2001 wissenschaftlicher Referent an der Abteilung Madrid des Deutschen Archäologischen Instituts. 2002 habilitierte Trunk sich an der Humboldt-Universität zu Berlin mit der Arbeit Die „Casa de Pilatos“ in Sevilla. Studien zu Sammlung, Aufstellung und Rezeption antiker Skulpturen im Spanien des 16. Jahrhunderts. Er lehrt seit dem Wintersemester 2003/2004 als Professor für Klassische Archäologie mit dem Schwerpunkt Rom und seine Provinzen an der Universität Trier.

## Schriften
- Römische Tempel in den Rhein- und westlichen Donauprovinzen. Ein Beitrag zur architekturgeschichtlichen Einordnung römischer Sakralbauten in Augst (= Forschungen in Augst. Band 14). Römermuseum, Augst 1991, ISBN 3-7151-0014-1 (Digitalisat).
- Die „Casa de Pilatos“ in Sevilla. Studien zu Sammlung, Aufstellung und Rezeption antiker Skulpturen im Spanien des 16. Jahrhunderts (= Madrider Beiträge. Band 28). von Zabern, Mainz 2002, ISBN 3-8053-2889-3.
- Los capiteles del foro de Segóbriga. Evaluación tipológica y estilística. Cuenca 2008.